# Laša Talahadze
Laša Talahadze (gruz. ლაშა ტალახაძე, Sačhere, 2. listopada 1993.), gruzijski je dizač utega. Aktualni je dvostruki olimpijski pobjednik, četverostruki svjetski i peterostruki europski prvak. Natječe se u superteškoj kategoriji (do 2018. godine u 105+ kg, od 2018. u 109+ kg). Trenutno drži svjetski rekord u trzaju (225 kg), izbačaju (267 kg) i ukupno (492 kg), što je postavio na World Weightlifting Championshipu 2021. Zbog svojih konstantnih uspjeha na svim natjecanjima, te postavljanjem mnogih svjetskih rekorda, smatra se jednim od najboljih dizača utega svih vremena.

## Najznačajnija ostvarenja

### Olimpijske igre
Prvi put olimpijskim prvakom postao je na Igrama u Riju 2016. godine, nadmašivši Armenca Minasjana i sunarodnjaka Turmanidzea, podignuvši 215 kg u trzaju i 258 kg u izbačaju.
Na Olimpijskim igrama u Tokiju obranio je naslov olimpijskog pobjednika, postavivši pritom tri svjetska rekorda: u trzaju s 223 kg, u izbačaju s 265 kg, i ukupnoj težini od 488 kg.

### Svjetska prvenstva
Svoju seriju od četiri uzastopna naslova svjetskog prvaka započeo je u Houstonu 2015. godine. Najbolji je bio potom u Anaheimu 2017., Ašgabatu 2018. i Pattayi 2019. godine.

### Europska prvenstva
Poput naslova svjetskog prvaka, i europski naslov je obranio svaki put od njegovog osvajanja. Prvo zlato osvojio je u norveškom Førdeu 2016. godine, a obranio ga u Splitu 2017., Bukureštu 2018., Batumiju 2019. i Moskvi 2021. godine.

## Vanjske poveznice
- Profil Laše Talahadzea  Arhivirana inačica izvorne stranice od 5. kolovoza 2021. (Wayback Machine)